# Nachtegaalstruiksluiper
De nachtegaalstruiksluiper (Sericornis magnirostra) is een zangvogel uit de familie Acanthizidae (Australische zangers).

## Verspreiding en leefgebied
Deze soort komt voor langs de kusten van oostelijk Australië en telt drie ondersoorten:
- S. m. viridior: noordoostelijk Australië.
- S. m. magnirostra: oostelijk Australië.
- S. m. howei: zuidoostelijk Australië.

## Status
De grootte van de populatie is niet gekwantificeerd maar de soort wordt omschreven als vrij algemeen in het noorden van zijn verspreidingsgebied en schaars in het zuiden. Op de Rode lijst van de IUCN heeft deze soort de status niet bedreigd.